# Morpholycus flabellicornis
Morpholycus flabellicornis es una especie de coleóptero de la familia Pyrochroidae.

## Distribución geográfica
Habita en Queensland (Australia).